# کارلو سیکینگر
کارلو سیکینگر (انگلیسی: Carlo Sickinger؛ زادهٔ ۲۹ ژوئیهٔ ۱۹۹۷) بازیکن فوتبال اهل آلمان است.
از باشگاه‌هایی که در آن بازی کرده‌است می‌توان به باشگاه فوتبال کایزرسلاوترن اشاره کرد.